# 앞창자
앞창자(foregut) 또는 전장(前腸)은 입에서 쓸개관의 입구가 있는 샘창자에 이르는 소화관의 앞쪽 부분이다. 위를 지나면 앞창자는 창자간막에 의해 배벽에 붙는다. 앞창자는 내배엽에서 발생하며 발생학적으로 중간창자, 뒤창자와는 구별된다. 앞창자는 발생 초기의 소화관 앞쪽 부분을 가리키는 용어로 일반적으로 사용되지만, 성인의 소화관 앞쪽 부분을 가리키는 용어로도 쓰일 수 있다.

## 성인의 앞창자
성인의 앞창자는 구강, 인두, 식도, 위, 바터팽대부보다 위쪽의 샘창자로 구성된다.

### 신경 분포
창자신경계는 신경능선세포에서 유래하는 중요한 신경계이다. 창자신경계의 주된 기능은 위장관계의 샘의 분비 기능과 위장관벽의 꿈틀운동을 조절하는 것이다. 앞창자에서 유래하는 다수의 기관은 위장관의 기능을 조절하기 위해 창자신경계와 함께 작동하는 미주신경의 입력을 받는다.